# 真加
真加（義大利語：Genga），是意大利安科纳省的一个市镇。总面积72.35平方公里，人口1957人，人口密度27.0人/平方公里（2009年）。ISTAT代码为042020。